# Білоруська антекліза
Білоруська антекліза — найбільша позитивна структура заходу Східно-Європейської платформи, займає північно-західну і центральну частини території республіки Білорусь, у плані антекліза має форму різнобічного трикутника, основа якого тягнеться в субширотному напрямку майже на 600 км. Шар відкладень платформового чохла в її межах зазвичай не перевищує 500 м, а в найпівденнішій її частині — Центрально-Білоруському масиві — має потужність всього 80—100 м. Білоруська антекліза займає велику площу і характеризується складною будовою.
Білоруська антекліза формувалася як залишкова позитивна структура в результаті різночасного прогинання суміжних негативних структур: Оршанської западини на сході (ранньобайкальський етап), Балтійської синеклізи і Підлясько-Брестської западини на заході (каледонський етап), Прип'ятьського прогину на південному сході (герцинський етап). Тому в склепінні антеклізи на породах фундаменту залягають четвертинні утворення, а на її схилах з'являються відкладення, які виконують суміжні негативні структури.
Найбільш піднесена частина антеклізи виділяється як Центрально-Білоруський масив. Його витягнуто на 225 км в субширотному напрямку між меридіанами Мостів на заході і Слуцька на сході. Ширина масиву 115 км. На сході цієї структури відокремлюються найвища частина антеклізи — Бобовнянський виступ, розташований між Налібокським і Північно-Прип'ятським розломами. В межах Центрально-Білоруського масиву фундамент виходить під пліоцен-антропогеновими відкладення. 
Периклінальні частини Білоруської антеклізи виділяються як погребенні виступи: 
- Мазурський погребенний виступ
- Вілейський погребенний виступ
- Бобруйський погребенний виступ
- Івацевічський погребенний виступ

Північно-західний і східний схили Білоруської антеклізи виділяються відповідно як Балтійська і Приоршанська монокліналі. В межах першої з них поверхня фундаменту полого занурюється в сторону Балтійської синеклізи, в межах другої - в сторону Оршанської западини.